# Charles Bernardin
Pour les articles homonymes, voir Bernardin.
 (mai 2021).
La mise en forme du texte ne suit pas les recommandations de Wikipédia : il faut le « wikifier ».
Les points d'amélioration suivants sont les cas les plus fréquents. Le détail des points à revoir est peut-être précisé sur la page de discussion.
- Les titres sont pré-formatés par le logiciel. Ils ne sont ni en capitales, ni en gras.
- Le texte ne doit pas être écrit en capitales (les noms de famille non plus), ni en gras, ni en italique, ni en « petit »…
- Le gras n'est utilisé que pour surligner le titre de l'article dans l'introduction, une seule fois.
- L'italique est rarement utilisé : mots en langue étrangère, titres d'œuvres, noms de bateaux, etc.
- Les citations ne sont pas en italique mais en corps de texte normal. Elles sont entourées par des guillemets français : « et ».
- Les listes à puces sont à éviter, des paragraphes rédigés étant largement préférés. Les tableaux sont à réserver à la présentation de données structurées (résultats, etc.).
- Les appels de note de bas de page (petits chiffres en exposant, introduits par l'outil «  Source ») sont à placer entre la fin de phrase et le point final[comme ça].
- Les liens internes (vers d'autres articles de Wikipédia) sont à choisir avec parcimonie. Créez des liens vers des articles approfondissant le sujet. Les termes génériques sans rapport avec le sujet sont à éviter, ainsi que les répétitions de liens vers un même terme.
- Les liens externes sont à placer uniquement dans une section « Liens externes », à la fin de l'article. Ces liens sont à choisir avec parcimonie suivant les règles définies. Si un lien sert de source à l'article, son insertion dans le texte est à faire par les notes de bas de page.
- La présentation des références doit suivre les conventions bibliographiques. Il est recommandé d'utiliser les modèles {{Ouvrage}}, {{Chapitre}}, {{Article}}, {{Lien web}} et/ou {{Bibliographie}}. Le mode d'édition visuel peut mettre en forme automatiquement les références.
- Insérer une infobox (cadre d'informations à droite) n'est pas obligatoire pour parachever la mise en page.

Pour une aide détaillée, merci de consulter Aide:Wikification.
Si vous pensez que ces points ont été résolus, vous pouvez retirer ce bandeau et améliorer la mise en forme d'un autre article.
 (mai 2021).
Charles Bernardin, né à Plombières le 26 octobre 1860 et mort le 4 janvier 1939 à Metz, est un magistrat, militant politique et franc-maçon français.

## Biographie
Fils d'un directeur des postes à Plombières dans les Vosges, Charles Bernardin fait ses études au lycée de Strasbourg puis au collège de Saint-Dié.
Il est d'abord notaire à Beine-Nauroy dans la Marne (1886-1890) puis à Épinal (1890-1894). Il vit ensuite de ses rentes à Bayonville-sur-Mad (Meurthe-et-Moselle) avant d'être nommé juge de paix à Pont-à-Mousson le 14 janvier 1902,. Il occupe cette fonction dans cette localité jusqu'en 1914. Il est après la Première Guerre mondiale juge de paix à Bar-sur-Aube jusqu'en 1924 puis à Nancy jusqu'à sa retraite en 1934,. Il réside ensuite à Metz.

### Engagement maçonnique et politique
Franc-maçon, il est reçu à Épinal en 1892 à la loge la Fraternité Vosgienne, en devient le secrétaire puis le trésorier. Il est affilié le 7 janvier 1895 à la loge « Saint Jean de Jérusalem » à l'orient de Nancy et appartenant au Grand Orient de France (GODF). Il devient le vénérable maître de cette loge de 1905 à 1920. Il est élu membre du Conseil de l'ordre en 1898 et réélu par la suite à plusieurs reprises. Il est aussi l'un des 33 membres élus à vie du Grand Collège des Rites écossais,,. Sans être historien, il est l'auteur d'un ouvrage sur la franc-maçonnerie.
C'est un actif dreyfusard au temps de l'affaire Dreyfus, qui adhère à la Ligue des droits de l'homme, signe des pétitions et s'oppose à l'antisémitisme en loge dès 1897.
Républicain et laïque très engagé, il se montre très actif politiquement dans le contexte du Bloc des gauches : il soutient le journal Le Républicain des Vosges, fonde en 1901 et préside la Fédération républicaine (fédération de comités républicains) de Meurthe-et-Moselle, liée au parti radical-socialiste en gestation, crée à Pont-à-Mousson et préside un cercle républicain, une société de la Libre pensée et d'autres groupements républicains, participe à la fondation en 1901 du quotidien radical L'Étoile de l'Est[source insuffisante] dont il est l'un des administrateurs, préside le conseil d'administration de l'hebdomadaire nancéien Pour la République, « organe de résistance et d'action, anticlérical et de libre pensée », qu'il fonde en 1903 et qui prend le titre de La République de 1907 à 1912. Ce périodique est très lié à sa loge maçonnique. Il œuvre aussi à la création de loges maçonniques et de sections de la Ligue des droits de l'homme dans plusieurs villes de Meurthe-et-Moselle (Pont-à-Mousson, Lunéville, Toul) et des Vosges (Épinal, Saint-Dié),,. La Fédération républicaine devient la fédération républicaine radicale et radicale-socialiste de Meurthe-et-Moselle et Bernardin est membre de son comité. Il est désigné en 1913 délégué au comité exécutif du parti radical-socialiste.[source insuffisante]
Bernardin s'illustre dans son engagement anticlérical en faisant retirer un crucifix de la salle d'audience de la justice de paix de Pont-à-Mousson en 1903 et en le remplaçant par un buste de Marianne,, avant le vote d'une loi de  novembre 1903 ordonnant le retrait des emblèmes religieux des prétoires. Lors de la Tenue du lundi 6 juillet 1903, l'Atelier de sa loge maçonnique adopte le vœu suivant : « Sur la proposition du Frère Bernardin, l'Atelier adopte un vœu demandant une loi pour l'enlèvement des crucifix dans les prétoires. Le délégué au convent est chargé de présenter et de défendre ce vœu. De plus, un exemplaire sera envoyé à toutes les Loges du Grand Orient afin qu'elles donnent mandat à leurs délégués pour le soutenir et le faire aboutir ». La loge reçoit les félicitations d'autres loges tandis que la presse antisémite critique Bernardin.[source insuffisante]
Il demande officiellement lors du convent du Grand Orient de France de 1920 la mise en application de la loi de séparation des Églises et de l'État en Alsace-Moselle comme dans le reste du pays depuis 1905. Ce projet est repris en 1924 par le gouvernement d'Édouard Herriot. L'opposition du clergé et des fidèles catholiques manifestant dans la rue fait annuler ce projet de laïcisation.
À la fois patriote et pacifiste, il est également connu pour être l’initiateur des rencontres franco-allemandes qui se tiennent de 1907 à 1917[réf. nécessaire] entre francs-maçons français et allemands alors que l'Alsace-Moselle est annexée depuis 1871 et que Nancy fait figure de tête de pont face à l'impérialisme allemand. Les contacts ont débuté en 1904, par l'intermédiaire de loges luxembourgeoises et belges. Bernardin, alors vénérable de la loge nancéienne, a dû imposer sa volonté à des francs-maçons nancéiens réticents sinon hostiles à ce rapprochement. La première rencontre entre francs-maçons français et allemands a lieu le 7 juillet 1907 au col de la Schlucht, co-organisée par Bernardin et le vénérable de la loge de Colmar Zur Treue[réf. nécessaire]. D'autres rencontres suivent : Bâle (1908), Baden-Baden (1909), Paris (1911), Luxembourg 1912), La Haye (1913), au cours desquelles Bernardin discourt en faveur de la paix,. En 1908, le Conseil de l'Ordre, sur proposition de Bernardin, prend la décision de retirer de l’annuaire la page réservée aux défuntes loges d’Alsace-Moselle. Les journaux catholiques et nationalistes s'offusquent de ces rencontres et soulignent le rôle de Bernardin.[source insuffisante]
À l'issue de la Première Guerre mondiale, il travaille à la restauration du GODF dans les anciens territoires annexés et reprend jusqu'en 1933 les tentatives de rapprochement entre les loges maçonniques françaises et allemandes. Il anime à nouveau des rencontres internationales (à Bâle en 1925, Verdun en 1928, Mannheim en 1929, Besançon en 1930 et Fribourg en 1932) et préside jusqu'à sa mort le Comité d'Organisation des Manifestations Maçonniques Internationales,.

### Affaire des fiches (1904)
En 1904, Charles Bernardin est mis en cause dans l'affaire des fiches, scandale portant sur l'établissement de fiches sur les opinions politiques et religieuses des officiers de l'armée avec l'aide du Grand Orient de France. En effet, le député nationaliste Jean Guyot de Villeneuve, lorsqu'il révèle le scandale à la tribune de la Chambre des députés le 28 octobre 1904, lit notamment une des fiches rédigées par Bernardin. Cette dernière concerne le général Joseph Heurtault de Lammerville et porte la mention : « Orléaniste et clérical, antirépublicain enragé. Si le général en question pouvait étrangler le ministre de la guerre, ce ne serait pas long. En résumé, Jésuite, sale jésuite, triple jésuite qui salit l’armée »,. La presse publie des fiches de Bernardin datant de 1901, 1902 et 1903, sur des officiers des garnisons de l'Est. Des députés opposés au Bloc des gauches demandent publiquement au garde des sceaux de prendre une sanction contre Bernardin, tels Maurice Flayelle des Vosges ou Charles Benoist.[source insuffisante]
En réponse à ces accusations, Charles Bernardin se défend dans des interviews et des déclarations, tantôt minimisant son rôle, tantôt l'assumant face au cléricalisme, et soulignant que des fiches ont été truquées par les adversaires des républicains. Il réplique aussi en publiant une série d'articles sur les fiches cléricales. Il cite également publiquement les noms d'officiers hostiles à la République et favorables à l’Église.
En Lorraine, l'activisme de Bernardin est critiqué par les droites et fissure le camp des républicains : des alliés républicains s'éloignent de lui et il est aussi très critiqué par le rédacteur en chef de L'Est républicain, Léon Goulette, ancien franc-maçon de la loge nancéienne.[source insuffisante]
Cherchant à sauvegarder son avenir politique, Ernest Vallé, garde des Sceaux, demande sa démission à Bernardin, soulevant l'indignation du Grand Orient : Adrien Meslier, Fernand Rabier, Alfred Massé et Frédéric Desmons, des parlementaires tous membres du Conseil de l'ordre, interviennent auprès du ministre et d'Émile Combes. Le 17 novembre 1904, Combes réaffirme sa position en affirmant à la Chambre à la suite de deux demandes d'interpellation de Flayelle et de Benoist citant Bernardin : « [Je ne veux] pas livrer à des vengeances les fonctionnaires républicains qui [ont] été dénoncés [...]. Nous ne voulons pas perdre en une semaine le travail de propagande de cinq années ! ». D'autorité, il force Vallé à revenir sur la sanction qu'il avait prononcée contre Bernardin et intime à ses ministres de refuser toute concession à la droite.[source insuffisante]
Bernardin reçoit cependant un blâme du ministère de la justice le 26 novembre 1904. Il poursuit son combat politique contre l'Église catholique et les opposants aux radicaux, dans le contexte de la loi de séparation des Églises et de l'État de 1905. Il est alors le vénérable de la loge nancéienne dont le siège rue Drouin est saccagé le 13 mars 1906 lors de la Querelle des Inventaires.
Deux journaux nationalistes, La Libre Parole et L'Action française, évoquent en 1920 son rôle dans l'affaire des fiches qu'ils mêlent à ses relations avec le vénérable de la loge de Strasbourg durant la guerre ; Bernardin les fait condamner pour diffamation.[source insuffisante]